# L'Ajoupa-Bouillon
L'Ajoupa-Bouillon (in creolo delle Antille Ajoupa) è un piccolo comune francese del dipartimento d'Oltremare della Martinica.
Gli amanti della natura possono visitare i Giardini di Ajoupa ricchi di piante e fiori coloratissimi.
Inoltre dal paesino parte un lungo percorso chiamato Gorges de la Falaise che conduce all'interno della foresta tropicale, ricca di piante secolari, corsi d'acqua e cascate.
Il comune nacque nel 1889 nel luogo dove si era fatto costruire una casa nel seicento Jean Gobert signore di Bouillon, ajoupa infatti in creolo delle Antille  significa costruire.